# 석사장교
특수전문요원(特殊專門要員, 1983년 12월 31일~ 1990년 4월 1일)은 일종의 병역 특혜 제도였는데 특수전문요원이 법률적으로 인정된 정식 명칭이다. 석사장교(碩士將校)라는 별명은 이 당시 와전된 은어이다. 1984년부터 1992년 말까지 있었던 단기 복무 제도를 말한다. 석사 소지자에서 병역 특혜를 받고자 지원한 자를 시험으로 선발하여 6개월간 육군 군사 교육과 전방 체험만 거치면 육군 소위로 임관과 동시에 전역시켜주는 제도이다.
원래 우수한 인재에게 군 복무 혜택을 준다는 취지로 시작되었으나 당시 일반병의 군 복무기간이 30~35개월에 육박한 점을 고려하면 파격적인 혜택이었다. 당시 전두환 대통령의 장남(전재국, 1985년)이 입대할 때 만들었고, 노태우의 차남(노재헌, 1990년)이 석사장교로 복무하여 석사장교가 두 대통령의 아들에게 특혜를 주기 위함이라는 것이 정론이다. 노태우 대통령 아들이 석사장교를 마친 즉시 제도가 폐지되었다. 당시 아직 국외로 유학하고 있던 국외 유학파 대한민국 사람들이 이 제도의 혜택을 보았다.

## 목적과 정의
이 제도는 국내외에서 대학원의 과정을 이수한 이 또는 이와 동등한 또는 그 이상의 학력이 있다고 인정된 자중 해당 병역특혜시험을 지원한자에게 지속적인 학문연구의 기회를 부여하기 위해 만들어졌다. 석사학위를 취득했거나, 취득이 확정된 자를 포함하고, 의사 및 치과의사 자격을 취득한 자와 사법시험에 합격한 자는 제외한다. 또한 문교부 장관이 이와 동등 이상의 학력이 있다고 인정했을 때도 가능하다.
당시 대통령이었던 전두환이 제도의 근거가 되는 법을 만들고자 1980년에 제정된 〈자연계 교원요원 확보를 위한 특별조치법〉을 개정하여, 1982년 3월 30일 〈대학원 졸업생 등의 병역특례에 관한 특별조치법〉으로 만들었다.
〈대학원 졸업생 등의 병역특례에 관한 특별조치법〉은 1990년 4월 1일 법률 제4157호에 의해 폐지되었으며, 1989년 이전에 입학하여 재학 중인 자는 그대로 인정을 받았다.

## 복무
학사장교와 훈련은 동일하며 훈련기간이 학사장교보다 다소 길다. 그 대신 학사장교가 소위로 임관한 이후 각 부대에서 소대장 임무를 수행한 뒤 제대하는 것과는 달리 석사장교는 소위 임관과 동시에 전역 조치되었다.

## 선발 인원
연도별 선발 인원은 다음 표와 같다.
| 년도   | 국내  | 국외 | 합계  |
| ------ | ----- | ---- | ----- |
| 1982년 | 201   | 8    | 209   |
| 1983년 | 626   | 17   | 643   |
| 1984년 | 1,115 | 23   | 1,138 |
| 1985년 | 1,027 | 140  | 1,167 |
| 1986년 | 1,200 | 146  | 1,346 |
| 1987년 | 1,264 | 95   | 1,359 |
| 1988년 | 1,215 | 140  | 1,355 |
| 1989년 | 890   | 123  | 1,013 |
| 1990년 | 602   | 73   | 675   |
| 1991년 | 447   | 59   | 506   |
| 합계   | 8,573 | 824  | 9,397 |

## 석사장교 출신 목록
- 박승호 : 前 정치인
- 김명중 : 한국교육방송공사 사장
- 함재봉 : 함병춘 前 대통령 비서실장 장남
- 황태순 : 前 정치인
- 김현종[6] : 대학 교수 겸 통상교섭 전문가
- 신동욱 : 프리 랜서 방송 뉴스 앵커
- 고진 : 고건 前 국무총리 장남
- 윤상현 : 대학 교수 출신 前 정치가
- 조국[7] : 前 대학 교수
- 김광진 : 음악평론가 겸 경제평론가 출신 싱어송라이터
- 김재원 : 정치인
- 함재학 : 함병춘 前 대통령 비서실장 차남
- 변창흠[3] : 前 국토교통부 장관
- 박수홍 : 연구인